# Der Hut von Joseph Beuys
Der Hut von Joseph Beuys ist ein deutsches Theaterstück von Friederike Pöhlmann-Grießinger aus dem Jahr 2008 nach einer Idee von Roland Eugen Beiküfner.

## Geschichte
Die Idee zu diesem Theaterstück hatte der Schauspieler Roland Eugen Beiküfner bei der Geburt seiner Tochter Miriam Elisa Dorothee Beiküfner am 12. Mai 2003 in der Sana-Klinik, Nürnberg. Friederike Pöhlmann-Grießinger von Kunst und Drama aus Nürnberg entwarf daraus das Konzept des fiktiven Zwiegesprächs und schrieb das zweiaktige Theaterstück im September und Oktober 2008, das am 5. Dezember 2008 im Theater der Kofferfabrik unter der Leitung von Udo Martin in Fürth mit Roland Eugen Beiküfner als Schauspieler uraufgeführt wurde. Die Schweizer Erstaufführung fand am 11. November 2009 in Davos auf Einladung von Wim Verhaegen im Ella, ebenfalls mit Roland Eugen Beiküfner als Schauspieler, statt. Die österreichische Erstaufführung war in Dornbirn am 23. Januar 2020. Das theatertechnisch aufwandsarme Stück behandelt in zwei Akten das Leben, Werk und Denken des deutschen Aktionskünstlers, Monumentalbildhauers, Zeichners, Pädagogen und Politikers Joseph Heinrich Beuys (1921–1986).

## Inhalt
Die Geschichte ist ein fiktives Zwiegespräch zwischen dem pensionierten Geschichtslehrer Roland Ebenhart, ehemaliger Joseph-Beuys-Schüler, und dem legendären Filzhut von Joseph Beuys.
Der Filzhut und der Geschichtslehrer Roland Ebenhart machen sich zusammen auf die Reise in die Vergangenheit. Aus der jeweiligen Perspektive erzählen sie vom Leben und von der Zeit des Funkers, Familienvaters, Monumentalbildhauers, Politikers und Künstlers und erinnern sich gelegentlich auch zusammen an Aktionen, Kuriositäten, Kunstausstellungen, Skandale, Schlagzeilen und politische Agitationen, Werke, Programme und Publikationen.

## Handlung

### 1. Akt
Im ersten Akt erscheint Roland Ebenhart mit Koffer und Tasche aus dem Zuschauerraum und erzählt vom Besuch im Joseph-Beuys-Archiv auf Schloss Moyland. Dort sei er von einem Angestellten des Museums auf seinen Hut angesprochen worden, der dem Filzhut von Joseph Beuys sehr ähnlich sieht. Durch diese Verwechslung assoziiert Roland Ebenhart, bei der nächtlichen Heimreise von Bedburg-Hau, in seinem Wagen, seinen eigenen Hut zum Hut des Kunstprofessors, der ihm helfen soll, seinem ehemaligen Kunstprofessor der Kunstakademie Düsseldorf näherzukommen. Die Mythen um den Flugzeugabsturz mit einer Junkers Ju 87 der Baureihe B auf der Krim im Jahre 1944 aus verschiedenen Quellen werden angesprochen. Über die Beziehung zu dem Tierfilmer Heinz Sielmann geht es zu den ersten Jahren an der Kunstakademie Düsseldorf über Ewald Mataré, den Brüdern Hans van der Grinten und Franz Joseph van der Grinten zu den ersten Ausstellungen und Aktionen in Aachen, Düsseldorf, Wien und Antwerpen. Von der Ablehnung von Robin Christian Andersen und Adolf Hitler bei dem Auswahlverfahren im Jahr 1908 an der Kunstakademie Wien wird zur Besetzung des Sekretariats der Kunstakademie Düsseldorf durch Joseph Beuys und einigen Studenten übergeleitet. Der erste Akt endet mit der fristlosen Kündigung durch den damaligen Wissenschaftsminister und späteren Bundespräsidenten Johannes Rau wegen der Besetzung des Sekretariats.

### 2. Akt
Der zweite Akt beginnt mit einem Zitat von Joseph Beuys und dessen gerichtlichen Schritten gegen die fristlose Kündigung durch Johannes Rau. Mit unterschiedlichen Ansichten ereifern sich die fiktive Person Roland Ebenhart und der Hut im Zwiegespräch über die Auswirkungen der politischen  Aktivitäten von Joseph Beuys. So wird über die erste Performance I like America and America likes Me in New York City gesprochen, über die Installation zeige deine Wunde in München, auch die, der documenta 5, documenta 6 und documenta 7 finden Erwähnung und werden im zeitlichen Bezug beleuchtet. Ausführlich wird die Capri-Batterie erklärt. Die Protagonisten berichten von den Anstrengungen, die Joseph Beuys für diese Aktionen aufgebracht hat, besonders für 7000 Eichen in Kassel. Hinsichtlich der künstlerischen Wirkung zitiert Roland Ebenhart Christoph Schlingensief, der in einem Interview aus dem Jahr 2006 über den Einfluss, den Joseph Beuys auf ihn hatte, Stellung nahm und der Hut zitiert seinen Meister und dessen Gedanken zum Kapitalismus. Der zweite Akt endet mit dem Bericht von der Beisetzungszeremonie und der Verstreuung der Asche von Joseph Beuys vor der Helgoländer Bucht und einer Stimme aus dem Off mit den Beuys-Zitaten „Die Ursache liegt in der Zukunft“ und „Das System ist kriminell, der Staat zum Feind des Menschen geworden“.

## Chronologie
- 5. Dezember 2008 Fürth, Kofferfabrik (Uraufführung)
- 6. Dezember 2008 Fürth, Kofferfabrik
- 16., 19. und 20, Juni 2009 Regensburg, Turmtheater
- 29. Oktober 2009 Ulm, Westentasche
- 7. November 2009 Heidelberg, Taeter Theater
- 20. November 2009 Davos, Ella (Erstaufführung Schweiz)
- 28. November 2009 Lauf, PZ-Kulturraum
- 12. Dezember 2009 Fürth, Kofferfabrik
- 14. Januar 2010 München, Gasteig
- 5. Februar 2010 Ulm, Westentasche
- 23. April 2010 Münster, Der kleine Bühnenboden
- 14. Mai 2010 Freiburg, Theater am Martinstor
- 14. Juli 2010 Hollfeld, Kulturzentrum (im Rahmen Fränkischer Theatersommer)
- 22. Oktober 2010 Zürich, Theater Keller62
- 28. Januar 2011 Ravensburg, Städtische Galerie
- 29. Januar 2011 Ravensburg, Städtische Galerie (Abschlussveranstaltung zur Ausstellung „Joseph Beuys - Schamane“)
- 12. Mai 2011 Nürnberg, Tassilo Theater (Zum 90. Geburtstag von Joseph Heinrich Beuys)
- 15. Mai 2011 Bayreuth, Kunstmuseum (Deutscher Museumsbund Internationaler Museumstag)
- 21. Mai 2011 Oberhembach, Kunststadel
- 27. November 2011 Kochel am See, Franz Marc Museum (Abschlussveranstaltung zur Ausstellung „Im Einklang mit der Natur“)
- 2. Dezember 2011 Feucht, Kunstcafe Bernstein
- 23. Januar 2012 Nürnberg, Fertigungshalle (Gala zum 26. Todestag von Joseph Heinrich Beuys)
- 1. April 2012 Feucht, Kunstcafe Bernstein (Matinee zur Jubiläumsvorstellung die 25.)
- 9. November 2012 Wiesbaden, kuenstlerhaus43
- 23. Januar 2013 Wiesbaden, kuenstlerhaus43 (Zum 27. Todestag von Joseph Heinrich Beuys)
- 12. Mai 2013 Ottensoos, Kulturbahnhof (Zum 92. Geburtstag von Joseph Heinrich Beuys)
- 23. Januar 2014 München, Pasinger Fabrik (Zum 28. Todestag von Joseph Heinrich Beuys)
- 3. April 2014 Rosenheim, Tam-Ost (Jubiläumsveranstaltung zur 30. Vorstellung)
- 7. Juni 2014 Rosstal, Spitzweed Scheune (Anlässlich 10 Jahre Runder Tisch Kultur)
- 21. Januar 2015 Feucht, Galerie Bernstein (Erstaufführung der Neufassung 2015)
- 23. Januar 2015 München, Pasinger Fabrik (Zum 29. Todestag von Joseph Heinrich Beuys)
- 16. April 2015 Tutzing, Gymnasium (Erstaufführung der Schulfassung)
- 22. Januar 2016 Feucht, Galerie Bernstein (Erstaufführung der Neufassung 2016)
- 23. Januar 2016 München, Pasinger Fabrik (Zum 30. Todestag von Joseph Heinrich Beuys)
- 4. September 2016 Amberg, Amberger Congress Centrum (Abschlussveranstaltung zur Ausstellung „Joseph Beuys-30 Jahre nach seinem Tod“)
- 22. Januar 2017 Feucht, Galerie Bernstein (Matinee zum 31. Todestag von Joseph Heinrich Beuys und Erstaufführung der Neufassung 2017)
- 22. Januar 2017 München, Pasinger Fabrik (Zum 31. Todestag von Joseph Heinrich Beuys)
- 12. Mai 2017 Nürnberg, KunstKontor Nürnberg (Zum 96. Geburtstag von Joseph Heinrich Beuys)
- 9. Dezember 2017 Nürnberg, Theater Actelier, Nürnberg
- 21. Januar 2018 München, Pasinger Fabrik (Matinee zum 32. Todestag von Joseph Heinrich Beuys)
- 21. Januar 2018 Feucht, Galerie Bernstein (Zum 32. Todestag von Joseph Heinrich Beuys)
- 19. April 2018 Erlangen, Waldorfschule Erlangen (Veranstaltung zum Tag des Baumes)
- 12. Mai 2018 Berlin, Kultschule (Zum 97. Geburtstag von Joseph Heinrich Beuys)
- 12. Juni 2018 Erlangen, Wildenstein´sches Palais (Im Rahmen kunst&gesund Kunstfestival)
- 6. September 2018 Fürth, Stadtmuseum (Im Rahmen „200 Jahre eigenständig“ Stadt Fürth)
- 22. Januar 2019 Feucht, Galerie Bernstein (Zum 33. Todestag von Joseph Heinrich Beuys)
- 26. Januar 2019 Waldkirch, Theater im Milliongäßli
- 23. Januar 2020 Dornbirn, Theater im Kopfbau TiK, Österreichische Erstaufführung (Zum 34. Todestag von Joseph Heinrich Beuys)
- 25. Januar 2020 Nürnberg, Kulturladen Ziegelstein
- 13. Februar 2020 Hersbruck, Kunstgalerie Hersbruck
- 4. September 2020 Nürnberg, Galerie LeonART, im Rahmen der Ausstellung „Lebensspuren“ Angelika Kandler-Seegy und Werner Baur
- 11. September 2021 Nürnberg, Historischer Kunstbunker, im Rahmen „Muse im Museum“
- 29. September 2021 Nürnberg, KECK-Theater im Eckstein, (Geschlossene Veranstaltung im Auftrag von Elisabeth Decesso)
- 12. Mai 2022 Nürnberg, KECK-Theater im Eckstein, zum 101. Geburtstag von Joseph Heinrich Beuys
- 29. März 2023 Nürnberg, Kaiserburg
- 25. Februar 2024 Erlangen, Spitz-Maßdesign
- 10. Mai 2024 Neunkirchen am Sand, Sandgrube25
- 11. Mai 2024 Dachsbach, Kaffeehaus im Aischgrund (Zum 103. Geburtstag von Joseph Heinrich Beuys)
- 25. Oktober 2024 Nürnberg, Galerie Röver

## Ausgaben
- Friederike Pöhlmann-Grießinger: Der Hut von Joseph Beuys oder Die Ursache liegt in der Zukunft. Nach einer Idee von Roland Eugen Beiküfner vom 12. Mai 2003; Solotheaterstück für einen Schauspieler mit Hut. Deutsche Fassung, 1. Auflage. Kunst und Drama, Nürnberg 2008, ISBN 978-3-00-026909-7.

## Zitate
„Sie haben es verstanden, ein Kunstphänomen auf sehr überzeugende, informative und dramaturgisch geschickte Weise näher zu bringen, gewissermaßen ein neues Genre, den Kunst-Report als Inszenierung, geschaffen.“

## Presse
- Claudia Schuller: Fett, Filz und Kunst. Ein Theaterstück beleuchtet den Mythos Joseph Beuys. In: Fürther Nachrichten. 8. Dezember 2008. (online auf: nordbayern.de)
- sbo: Ein Mann und sein Hut. Stück über Joseph Beuys beeindruckte im Kunststadel. In: Neumarkter Nachrichten. 23. Mai 2011. (online auf: nordbayern.de)
- Oberbayerisches Volksblatt Rosenheim Kritik vom 8. April 2014 (online auf: ovb-online.de)
- Badische Zeitung Waldkirch Kritik vom 30. Januar 2019 (online auf: badische-zeitung.de)
- Der Bote vom 9. September 2021